# Xian d'Anyang
Le xian d'Anyang (安阳县 ; pinyin : Ānyáng Xiàn) est un district administratif de la province du Henan en Chine. Il est placé sous la juridiction de la ville-préfecture d'Anyang.

## Démographie
La population du district était de 1 120 440 habitants en 1999.